# San Antonio de Jujuy
San Antonio de Jujuy és una localitat de l'extrem sud de la província de Jujuy i capçalera del departament homònim.
S'accedeix al poblat, a 37 km de la capital provincial San Salvador de Jujuy, per la RN 9. i la RP 2.

## Història
Es troba per primera vegada el nom de "Perico de San Antonio" en l'Expedient 598 del 8 de maig de 1663, un contracte signat en l'estada de San Antonio de Perico.

## Capital Nacional del Quesillo
San Antonio, poble de tradicions, amb veïns criolls i guachos en la seva majoria, té una llegenda entorn de la producció del quesillo